# Mattia De Sciglio
Mattia De Sciglio (født 20. oktober 1992 i Milano) er en italiensk fodboldspiller som spiller for Serie A-klubben Juventus. De Sciglio bruges primært som venstre back, men kan også spiller som højre back og central forsvarsspiller.

## Klub karriere

### AC Milan
Som 10-11 årig kom De Sciglio til AC Milan. Han spillede i klubbens ungdomsrækker på nogle af de mange ungdomshold. I 2010 var han med til at vinde Coppa Italia Primavera med Milans U20 trup, som ikke havde vundet titlen i 25 år.
Men i starten af 2011 sæsonen blev De Sciglio permanent rykket op til senior truppen. Den 28. september 2011 fik De Sciglio sin debut for senior truppen i en Champions League-kamp imod Viktoria Plzeň i en gruppespils kamp i Champions League. De Sciglio startede på bænken, og kom ind og vandt sammen med holdet 2-0. Fire måneder senere, den 4. april 2013, fik De Sciglio sin liga debut imod Chievo Verona, hvor han startede på banen.
I 2012/13 sæsonen fik De Sciglio rygnummer 2. Igennem sæsonen spillede han sig til en stamspiller på holdet, eftersom han havde spillet nogle fremragende kampe.

## Landshold
De Sciglio har (pr. april 2018) spillet 33 kampe for Italiens landshold. Han fik sin debut den 21. marts 2013 i en venskabskamp mod Brasilien.
De Sciglio har derudover repræsenteret sit land på U19, U20 og U21 landsholdende.